# 1. Lig 2000-01
La 1. Lig 2000-01 fue la 43.ª temporada del fútbol profesional en Turquía.

## Tabla de posiciones
|     | Equipo            | PJ | PG | PE | PP | GF | GC | DG  | Pts | Notas                                |
| --- | ----------------- | -- | -- | -- | -- | -- | -- | --- | --- | ------------------------------------ |
| 1.  | Fenerbahçe        | 34 | 24 | 4  | 6  | 82 | 39 | +43 | 76  | Liga de Campeones de la UEFA 2001-02 |
| 2.  | Galatasaray       | 34 | 23 | 4  | 7  | 77 | 35 | +42 | 73  | Liga de Campeones de la UEFA 2001-02 |
| 3.  | Gaziantepspor     | 34 | 20 | 8  | 6  | 67 | 40 | +27 | 68  | Copa de la UEFA 2001-02              |
| 4.  | Beşiktaş          | 34 | 19 | 7  | 8  | 68 | 48 | +20 | 64  |                                      |
| 5.  | Trabzonspor       | 34 | 17 | 7  | 10 | 69 | 52 | +17 | 58  |                                      |
| 6.  | MKE Ankaragücü    | 34 | 16 | 8  | 10 | 65 | 59 | +6  | 56  |                                      |
| 7.  | Yimpaş Yozgatspor | 34 | 13 | 10 | 11 | 55 | 46 | +9  | 49  |                                      |
| 8.  | Samsunspor        | 34 | 13 | 9  | 12 | 55 | 52 | +3  | 48  |                                      |
| 9.  | Çaykur Rizespor   | 34 | 13 | 7  | 14 | 45 | 43 | +2  | 46  | Copa Intertoto de la UEFA 2001       |
| 10. | Gençlerbirliği    | 34 | 14 | 4  | 16 | 44 | 53 | -9  | 46  | Copa de la UEFA 2001-02              |
| 11. | Denizlispor       | 34 | 12 | 9  | 13 | 53 | 56 | -3  | 45  | Copa Intertoto de la UEFA 2001       |
| 12. | İstanbulspor      | 34 | 12 | 8  | 14 | 47 | 58 | -11 | 44  |                                      |
| 13. | Kocaelispor       | 34 | 10 | 11 | 13 | 56 | 60 | -4  | 41  |                                      |
| 14. | Bursaspor         | 34 | 11 | 7  | 16 | 55 | 60 | -5  | 40  |                                      |
| 15. | Antalyaspor       | 34 | 9  | 9  | 16 | 45 | 64 | -19 | 36  |                                      |
| 16. | Siirtspor         | 34 | 6  | 6  | 22 | 47 | 81 | -34 | 24  | Descendido a la TFF Primera División |
| 17. | Erzurumspor       | 34 | 5  | 6  | 23 | 36 | 80 | -44 | 21  | Descendido a la TFF Primera División |
| 18. | Adanaspor         | 34 | 2  | 10 | 22 | 51 | 91 | -40 | 16  | Descendido a la TFF Primera División |

|                                    |
| Campeón Fenerbahçe SK 14.to título |

## Goleadores
| Jugador           | Equipo                        | Nacionalidad       | Goles |
| ----------------- | ----------------------------- | ------------------ | ----- |
| Okan Yılmaz       | Bursaspor                     | Turquía            | 23    |
| Mário Jardel      | Galatasaray                   | Brasil             | 22    |
| Cenk İşler        | Adanaspor                     | Turquía            | 19    |
| Hami Mandıralı    | Trabzonspor                   | Turquía            | 18    |
| Hasan Özer        | Gaziantepspor                 | Turquía            | 18    |
| Pascal Nouma      | Beşiktaş                      | Francia            | 18    |
| Atilla Birlik     | Antalyaspor                   | Turquía · Alemania | 16    |
| Sertan Eser       | İstanbulspor                  | Turquía · Alemania | 16    |
| Andre Kona        | Gençlerbirliği                | Zaire Turquía      | 15    |
| Fatih Tekke       | Gaziantepspor                 | Turquía            | 15    |
| Fernand Coulibaly | Siirt Jetpaspor / Denizlispor | Mali Turquía       | 14    |
| Haim Revivo       | Fenerbahçe                    | Israel             | 14    |
| Oktay Derelioğlu  | Trabzonspor                   | Turquía            | 14    |
| Serkan Aykut      | Galatasaray                   | Turquía            | 14    |